# Астрильд пурпуровий
Астри́льд пурпуровий (Granatina ianthinogaster) — вид горобцеподібних птахів родини астрильдових (Estrildidae). Мешкає в Східній Африці.

## Опис

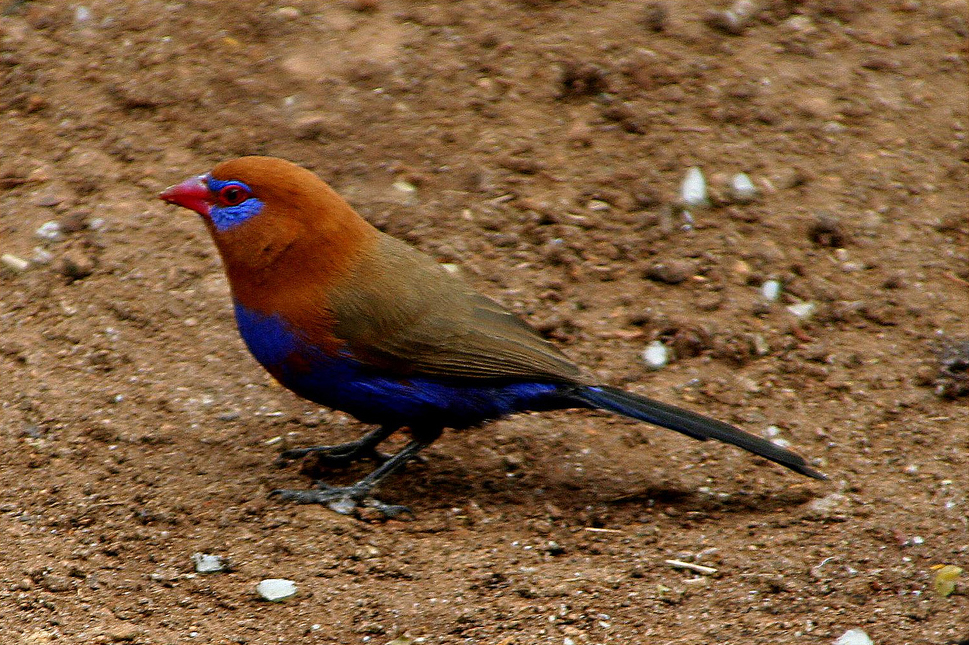
Самець пурпурового астрильда

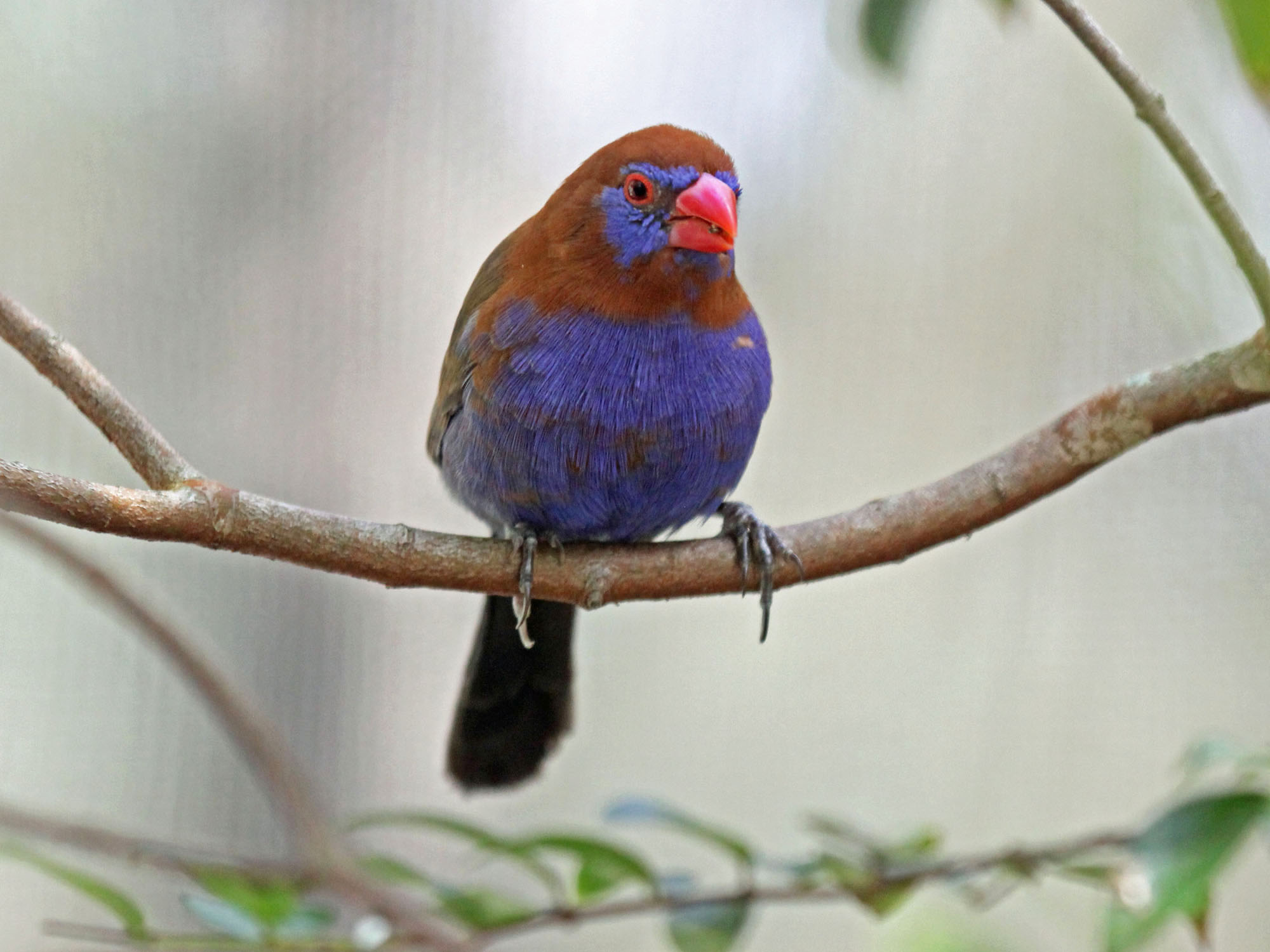
Самець пурпурового астрильда

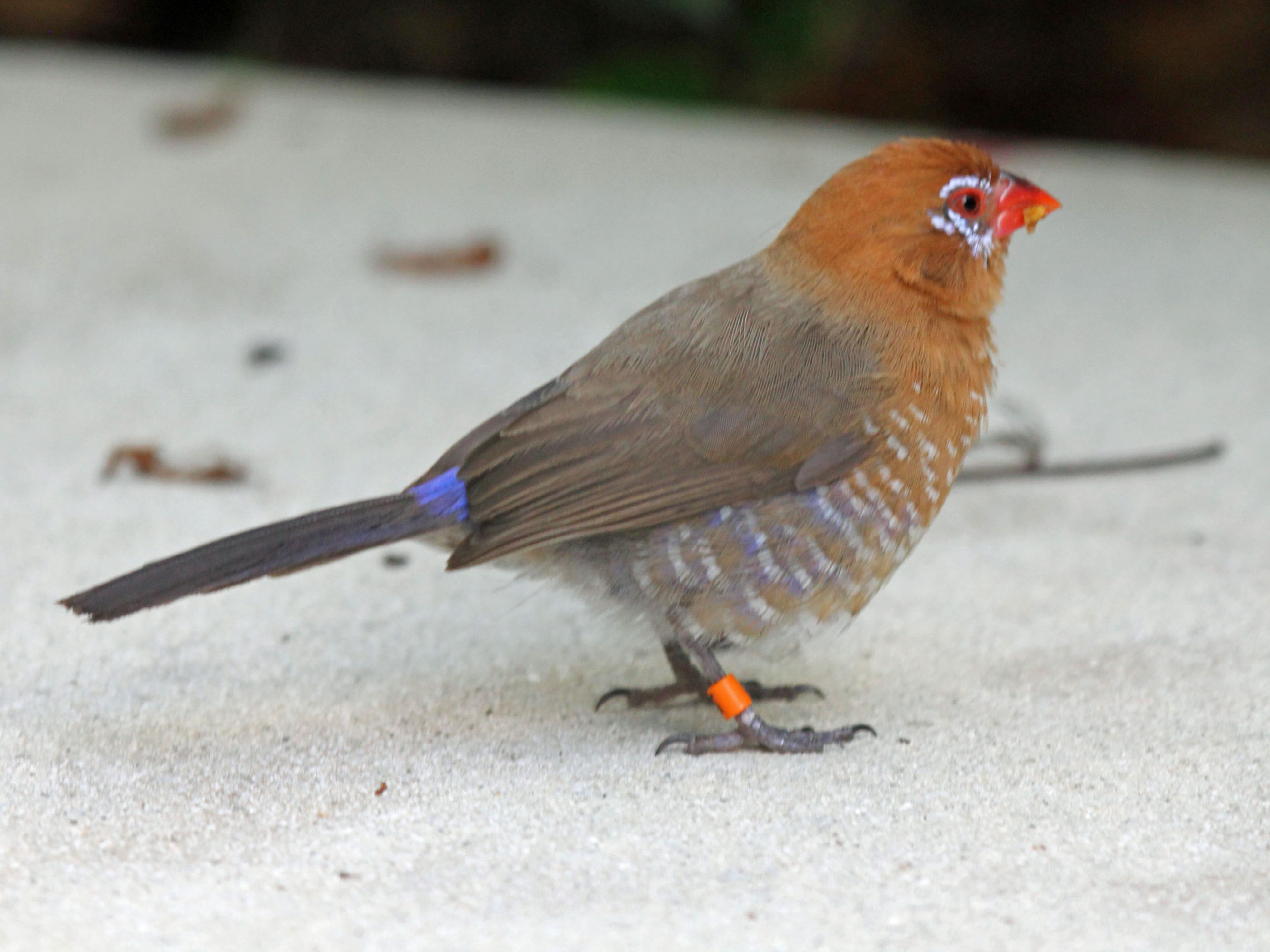
Самиця пурпурового астрильда

Довжина птаха становить 13,5 см. У самців голова, шия, верхня частина спини і плечі рудувато-коричневі, решта верхньої частини тіла більш тьмяна, надхвістя фіолетово-синє. Хвіст чорний, довгий, прямокутної форми. На обличчі яскрава синя "маска". Горло і верхня частина грудей рудувато-коричневі, решта нижньої частини тіла темно-синя, місцями поцяткована рудувато-коричневими плямками. Навколо очей червоні кільця. Очі червоні, дзьоб червоний, загострений, конічної форми, лапи чорнуваті.
Самиці є дещо меншими за самців, забарвлення у них світліше. Верхня частина тіла більш коричнева, а нижня частина тіла охриста, пера на ній мають білуваті краї, особливо на животі. Над і під очима у них є яскраві сріблясто-сині смуги. Надхвістя синє, а хвіст чорний, як і у самців. Забарвлення молодих птахів є подібне до забарвлення самиць, однак смужки в оперенні у них відсутні, а дзьоб чорнуватий.

## Поширення і екологія
Пурпурові астрильди мешкають в Ефіопії (зокрема у Великій рифтовій долині), в Сомалі, на південному сході Південного Судану, на північному сході Уганди, в Кенії і Танзанії. Вони живуть в сухих чагарникових заростях, саванах і рідколіссях. В Сомалі птахи зустрічаються на висоті від 900 до 1600 м над рівнем моря, в Кенії переважно на висоті до 2000 м над рівнем моря.
Пурпурові астрильди зустрічаються невеликими зграйками або сімейними групами, часто приєднуються до змішаних зграй птахів. Це полохливі птахи, які при небезпеці швидко ховаються в найближчих заростях. Основою їх раціону є дрібне насіння трав. Також пурпурові астрильди живляться ягодами. плодами і дрібними безхребетними, такими як терміти, особливо під час сезону розмноження. 
Початок сезону розмноження різниться в залежності від регіону, в Сомалі він припадає на червень, а в Кенії триває з грудня по лютий. Зазвичай гніздування припадає на завершення сезону дощів. Самці приваблюють самиць, стрибаючи по землі навколо них, при цьому тримаючи в дзьобі травинку і співаючи. Самиці відповідають прихильністю, присідаючи і хитаючи хвостом із сторони в сторону. Гніздо будується парою птахів, однак більшість роботи бере на себе самець. Воно має кулеподібну форму з бічним входом, робляться з трави та іншого рослинного матеріалу, встелюється пір'ям, розміщується в чагарниках або на дереві. В кладці від 3 до 5 яєць. Інкубаційний період триває приблизно 2 тижні. Насиджують переважно самиці. Пташенята покидають гніздо через 3 тижні після вилуплення, а стають повністю самостійними у віці 1,5 місяців. Пурпурові астрильди іноді стають жертвами гніздового паразитизму світлохвостих вдовичок. 